# Leptocaris brevicornis
Leptocaris brevicornis is een eenoogkreeftjessoort uit de familie van de Darcythompsoniidae. De wetenschappelijke naam van de soort is voor het eerst geldig gepubliceerd in 1905 door van Douwe.